# Idus van maart

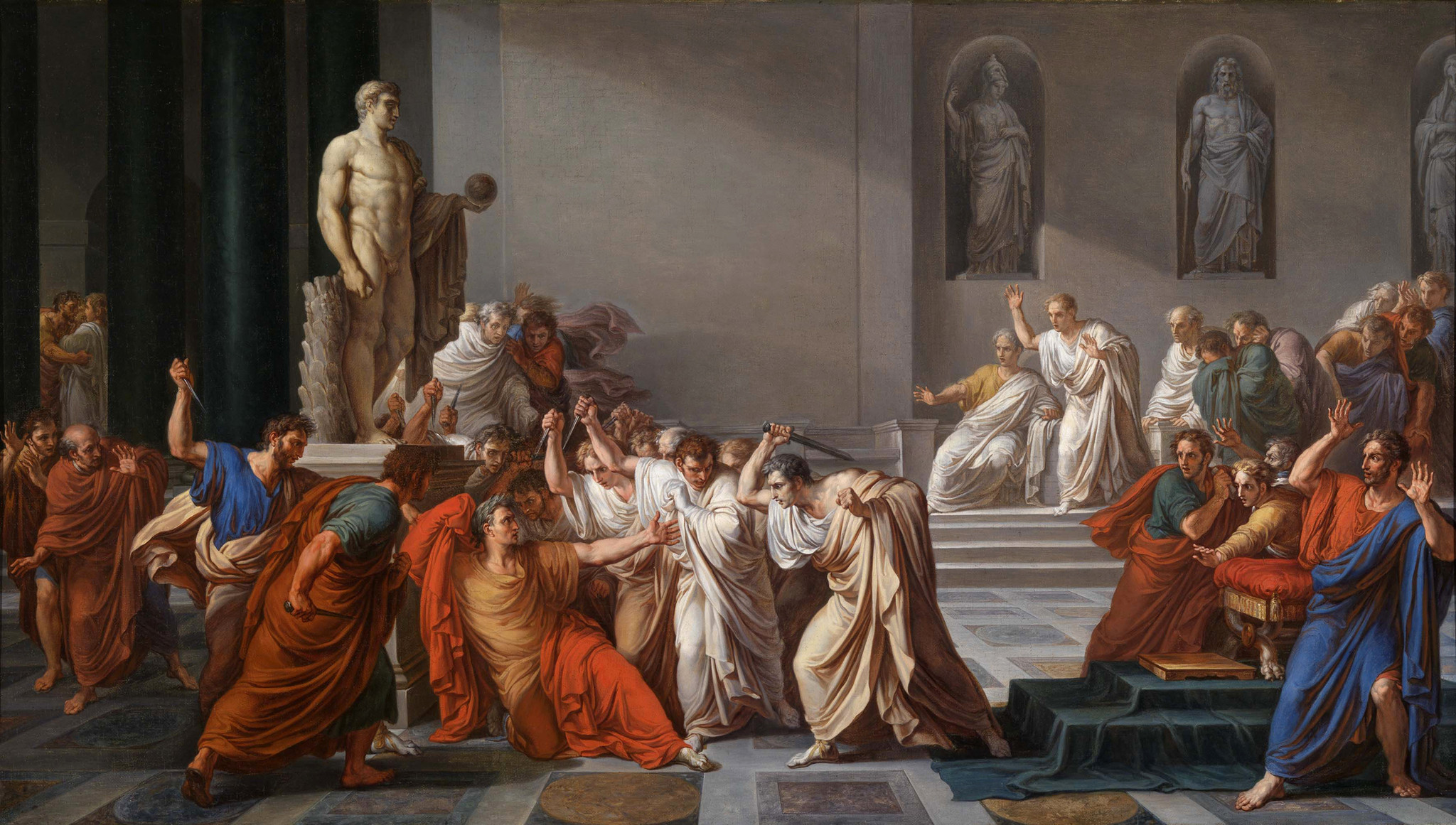
De Dood van Caesar (1798) door Vincenzo Camuccini

De Idus van maart is een dag op de Romeinse kalender die valt op 15 maart. Het was een belangrijke religieuze dag in het oude Rome en was bekend als de dag waarop schulden vereffend werden. In 44 voor Christus werd de dag berucht vanwege de aanslag op Julius Caesar, wat een keerpunt was in de Romeinse geschiedenis.

## Idus
De Romeinen telden dagen in een maand niet van de eerste tot de laatste dag. In plaats daarvan telden ze terug vanaf drie vaste punten in de maand; de nonen (de vijfde of zevende dag, afhankelijk van de lengte van de maand), de Idus (de dertiende of vijftiende), en de kalenden (de eerste van de volgende maand). De Idus was geplaatst op het midden van de maand, meestal op de dertiende, maar voor maart, mei, juli en oktober op de vijftiende. De Idus zou bepaald moeten worden door de volle maan, want de Romeinen gebruikten vroeger een maankalender. Op de vroegste kalender zou de Idus van maart de eerste volle maan van het nieuwe jaar geweest moeten zijn.

### Religie

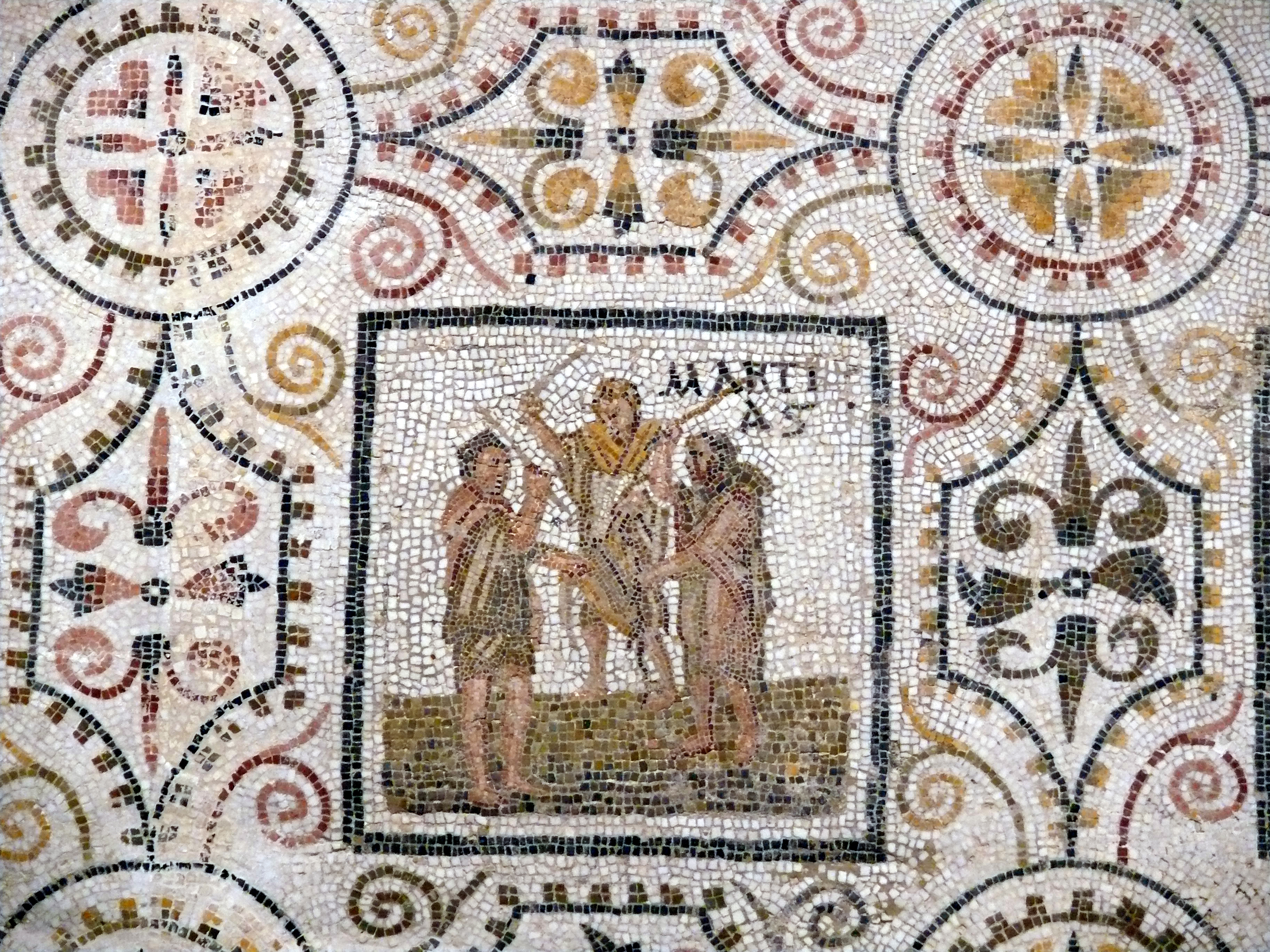
Paneel waarvan gedacht werd dat het de Mamuralia afbeeldt, van een mozaïek van de maanden waarin maart geplaatst is in het begin van het jaar (eerste helft van de derde eeuw n.Chr., uit El Djem, Tunesië.

De Idus van elke maand werd gewijd aan Jupiter, de Romeinse oppergod. De Flamen Dialis, Jupiters hogepriester, leidde het "schaap van de Idus" (ovis Idulis) in een processie langs de Via Sacra naar de arx, waar het werd geofferd.
Bij de maandelijke offers was er ook nog het feest van Anna Perenna, een godin van het jaar (annus), wier festival de ceremoniën van het nieuwe jaar afsloot. De dag werd enthousiast gevierd onder het gewone volk met picknicks, drinken en feestvreugde. Een bron uit de late oudheid plaatst ook de Mamuralia op de Idus van maart. Dit feest, dat dezelfde aspecten heeft als een zondebok- of het Oud-Griekse pharmakos-ritueel, waarin een oude man gekleed in dierenkleren geslagen werd en misschien verdreven werd uit de stad. Dit ritueel kan een nieuwjaarsfeest geweest zijn dat de uitdrijving van het oude jaar uitbeeldde.
In de latere keizertijd luidde de Idus een "heilige week" in van festivals, waarin Cybele en Attis gevierd werden, omdat het de dag Canna intrat ("Het riet komt binnen") was, toen Attis geboren was en gevonden werd in het riet van een Phrygische rivier. Hij zou ontdekt zijn door herders van de godin Cybele, die ook bekend was als de Magna Mater ("Grote Moeder"), hoewel dit soms verschilt in de verhalen. Een week later, op de tweeëntwintigste maart, was er een plechtige herdenking van de Arbor intrat ("De Boom komt binnen"), die de dood herdacht van Attis onder een pijnboom. Een aantal priesters, de dendrophoroi ("boomdragers") hakten jaarlijks een boom om, hingen er een afbeelding van Attis aan, en droegen hem naar de tempel van de Magna Mater onder het gezang van klaagliederen. De dag werd uitgevoerd als een deel van de officiële Romeinse kalender onder keizer Claudius. Een driedaagse periode van treuren volgde, die zijn hoogtepunt bereikte met het vieren van de wedergeboorte van Attis op de vijfentwintigste maart, de datum van de equinox op de juliaanse kalender.

## Moord op Caesar
De Idus van maart is nu het bekendst als de datum waarop Julius Caesar werd vermoord in 44 voor Christus. Caesar werd doodgestoken bij een vergadering van de Senaat. Wel zestig samenzweerders, geleid door Brutus en Cassius, waren betrokken. Volgens Plutarchus had een ziener hem gewaarschuwd voor de Idus van maart. Op zijn weg naar het Theater van Pompeius, waar hij vermoord zou worden, kwam Caesar langs de ziener en zei, "De Idus van maart is gekomen", om te zeggen dat de profetie niet uitgekomen was, waarop de ziener antwoordde: "Ja, Caesar; maar hij is nog niet voorbij." Deze ontmoeting werd gedramatiseerd in William Shakespeares toneelstuk Julius Caesar, toen een waarzegger hem zei: "Let op voor de Idus van maart." De Romeinse biograaf Suetonius noemt de "ziener" een haruspex met de naam Spurinna.
Caesars dood was een gebeurtenis aan het einde van de crisis van de Romeinse Republiek en zette de burgeroorlog aan die zou resulteren in de klim naar alleenheerschappij van zijn geadopteerde erfgenaam Octavianus (later bekend als Augustus). Ovidius beschrijft de moord als heiligschennis, omdat Caesar ook de pontifex maximus van Rome was en een priester van Vesta. Op de vierde verjaardag van Caesars dood in 40 voor Christus executeerde Octavianus, nadat hij de overwinning had behaald bij het beleg van Perugia, 300 senatoren en equites die tegen hem hadden gevochten onder Lucius Antonius, de broer van Marcus Antonius. De executies waren slechts een deel van de acties die ondernomen werden door Octavianus om Caesars dood te wreken. Suetonius en de historicus Cassius Dio beschreven de slachtpartij als een religieus offer en ze zeiden dat dit werd doorgevoerd op de Idus van maart op het nieuwe altaar voor Divus Julius ("de goddelijke Julius", waarmee de vergoddelijkte Caesar bedoeld wordt).